# Piłka błotna

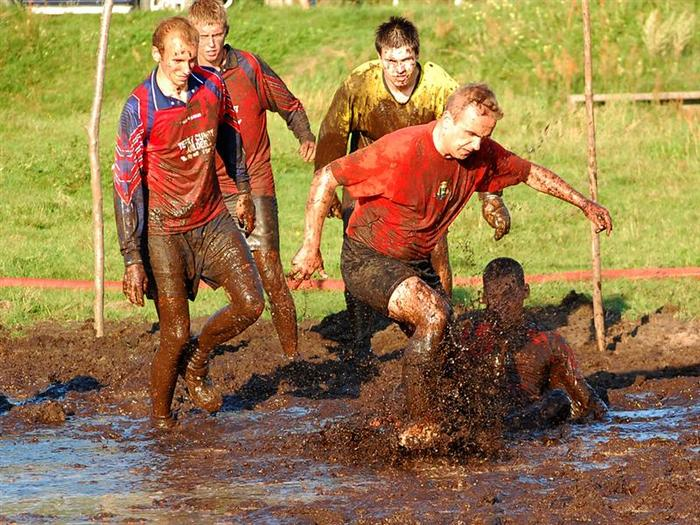
Mecz piłki błotnej

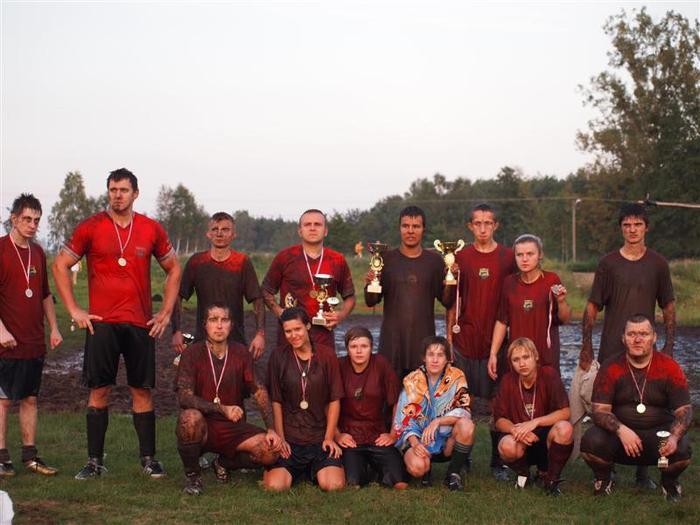
BKS Roztocze – Mistrz Polski 2011

Piłka błotna, błotna piłka nożna (ang. mud football) – gra zespołowa, wywodząca się z piłki nożnej, oficjalnie powstała w 1998 w Finlandii jako Suopotkupallo, rozgrywana na błotnistym terenie. Dyscyplina najbardziej rozpowszechniona jest w Rosji, Holandii, Brazylii, Szwecji, Finlandii, Islandii i Wielkiej Brytanii czy Turcji istnieją trzy rodzaje zespołów - męskie, żeńskie i mieszane.
W Polsce rozgrywki piłki błotnej od 2011 do 2015 roku koordynowało Stowarzyszenie Polskiej Piłki Błotnej BKS Roztocze. Od 2016 organizacją Pucharu Polski oraz Mistrzostw Polski zajmuje się Polskie Zrzeszenie Piłki Błotnej (PZPB).

## Zasady
Zasady wywodzą się z tych znanych z piłki nożnej.
Drużyna składa się z dwunastu zawodników, na boisku występować może sześciu (bramkarz i pięciu zawodników na boisku). Zmian w składach można dokonywać bez limitów. Strój jest dowolny, pod warunkiem, że wszyscy zawodnicy z jednej drużyny mają górę w jednym kolorze. 
Mecz podzielony jest na dwie połowy (każda po 12 minut, 10 minut przerwy). 
Wymiary boiska wynoszą 60 na 35 metrów. Pole karne to linia biegnąca 16 stóp od linii bramkowej. Nie stosuje się znanego z piłki nożnej spalonego. Rzuty wolne, karne i auty wykonywane są poprzez podrzucenie piłki ręką i kopnięcie nogą. Wszystkie rzuty wolne (oprócz karnego) są pośrednie. 
Nie wolno zmieniać butów w czasie gry, a jeżeli ktoś zgubi but, musi opuścić pole gry, a zmienia go inny zawodnik.

## Historia
Fińscy biegacze narciarscy podczas lata trenowali w błocie. Wpadli na pomysł dodania do treningu ćwiczeń z piłką. Grę spopularyzował Jyrki Vaananen, organizator pierwszego turnieju piłki bagiennej.
W 1998 r. opatentowano zasady piłki nożnej w Finlandii i w tym samym roku w drugim turnieju tego typu wzięło udział już trzynaście drużyn. 
W 2003 rozegrano pierwsze Mistrzostwa Świata w Piłce Błotnej, w których wzięło udział 260 zespołów. Obecnie turnieje piłki błotnej rozgrywane są w Rosji, Holandii, Brazylii, Szwecji, Islandii, Indiach, Turcji i Wielkiej Brytanii.

## Rozwój piłki błotnej w Polsce
Pierwsze Mistrzostwa Polski w Piłce Błotnej rozegrano w sierpniu 2011 r. w Krasnobrodzie koło Zamościa. Zwyciężyła w nich drużyna BKS Roztocze Krasnobród, wyprzedzając Arsenal Lublin i rezerwy BKS-u. Królem Strzelców został Zbigniew Masternak (BKS). 
Drugie Mistrzostwa Polski także zostały rozegrane w Krasnobrodzie – w lipcu 2012. W kategorii męskiej zwyciężyła drużyna BKP Rakovia Gepard, królem strzelców w kategorii męskiej został Karol Sykała (BKP Rakovia Gepard). W kategorii mieszanej i kobiecej triumfowały zespoły BKS Roztocze Krasnobród. Królem Strzelców został Zbigniew Masternak (BKS Roztocze).
We wrześniu 2012 r. został rozegrany w Zamościu I Puchar Polski w piłce błotnej, w którym triumfował BKS Roztocze. Królem Strzelców został Damian Hojda (BKS).
W czerwcu 2013 roku został rozegrany w Błotnowoli II Puchar Polski, gdzie zwyciężyła drużyna BKP Rakovia Gepard. Królem Strzelców został Zbigniew Masternak ex aequo z Krzysztofem Siembidą (BKP Rakovia Gepard).
W lipcu 2013 roku w Krasnobrodzie rozegrano III Mistrzostwa Polski. W kategorii męskiej triumfował Torfowy Dr Tusz Białystok, w mieszanej Krzym Team Podlasie Wasilków, w kobiecej Ramis Women Białystok. Królem Strzelców po raz trzeci z rzędu został Zbigniew Masternak.
W czerwcu 2014 roku został rozegrany w Błotnowoli III Puchar Polski, w którym zwyciężyła drużyna LC Chełm. Królem Strzelców został Zbigniew Masternak (LC Chełm) ex aequo z Sebastianem Kurkiem (All Stars Brzostków).
6 lipca 2014 w Blachowni koło Częstochowy odbyła się IV edycja Mistrzostw Polski. W kategorii męskiej tytuł obronił Torfowy Dr Tusz Białystok, królem strzelców w kategorii męskiej został Krzysztof Malinowski (Dr Tusz). W kategorii mieszanej triumfowała ekipa Żirądin Błoteaux Częstochowa, przed drużyną Krzym Team Wasilków i zespołem Wajcha i Przyjaciele. Królem strzelców w kategorii mieszanej został Zbigniew Masternak (Krzym Team),
5 lipca 2015 w Błotnowoli rozegrano IV edycję Pucharu Polski. Zwyciężyła powracająca po roku na błotne boiska drużyna BKP Rakovia Gepard przed PTTK Połaniec oraz LC Chełm. Królem strzelców został Karol Sykała (BKP Rakovia Gepard).
16 sierpnia 2015 w Biszczy koło Biłgoraja rozegrana została V edycja Mistrzostw Polski. Zwyciężyła BKP Rakovia Gepard, przed Orłem Kleszczele i LC Chełm. Królem Strzelców został Marek Jakimiuk (Orzeł Kleszczele), Najlepszym Bramkarzem został Przemysław Zgnilec (BKP Rakovia Gepard).
3 lipca 2016 w Błotnowoli rozegrano V edycję Pucharu Polski. Zwyciężyła drużyna FC Rebeliant Football Heaven Kraków, przed BKP Rakovia Gepard i Torfowy Dr Tusz Białystok. Królem Strzelców został Adrian Kurec (LC Chełm), Najlepszym Bramkarzem został Przemysław Zgnilec (BKP Rakovia Gepard).
13 sierpnia 2016 w Tucznej koło Białej Podlaskiej rozegrano VI Mistrzostwa Polski w piłce błotnej. Zwyciężyła drużyna LC Chełm, przed FC Tuczna i BKP Rakovia Gepard. Królem Strzelców został Marek Masternak (LC Chełm). Najlepszym bramkarzem wybrano Krzysztofa Mroczka (LC Chełm).
13 sierpnia 2017 w Błotnowoli rozegrano VI edycję Pucharu Polski. Zwyciężyła BKP Rakovia Gepard, przed BKS Roztocze Krasnobród i OSP Kargów. Królem Strzelców został Dawid Trzeźwiński (BKP Rakovia Gepard). Najlepszym bramkarzem wybrano Sebastiana Czaplickiego (BKP Rakovia Gepard).
9 września 2017 w Biszczy koło Biłgoraja rozegrano VII edycję Mistrzostw Polski. Zwyciężyła drużyna OSP Kargów, przed Torfowym Dr Tusz Białystok i Szybcy i Wściekli Cieszkowy. Królem Strzelców został Mateusz Rogala (Szybcy i Wściekli Cieszkowy), Najlepszym Bramkarzem został Damian Drozdowski (OSP Kargów). Puchar Fair Play otrzymała drużyna BKP Rakovia Gepard. 
17 listopada 2018 w Kucłach pod Biłgorajem odbyły się VIII Mistrzostwa Polski. Zwyciężyła drużyna BKP Rakovia Gepard (3 MP w historii) przed LKS Czarni Lwów oraz The Simpsons Sosnowiec. Królem Strzelców Grzegorz Krupczak (LKS Czarni Lwów). Najlepszym bramkarzem został Damian Przytuła (BKP Rakovia Gepard). Puchar Fair Play otrzymała drużyna LKS Czarni Lwów. Najlepszym zawodnikiem turnieju Paweł Siembida (BKP Rakovia Gepard) 
18 listopada 2018 w Kucłach pod Biłgorajem rozegrano VII Puchar Polski. Wygrała BKP Rakovia Gepard (4 PP w historii) przed The Simpsons Sosnowiec i LKS Czarni Lwów. Królem Strzelców został Zbigniew Masternak (BKP Rakovia Gepard). Najlepszym bramkarzem wybrano Sebastiana Serwin (LKS Czarni Lwów). Puchar Fair Play otrzymała drużyna HR Dziki Rzeszów. Najlepszym zawodnikiem został Mateusz Czuchra (LKS Czarni Lwów)
24-25 sierpnia 2019 w Tomczycach nad Pilcą rozegrano VIII Puchar Polski. Wygrała drużyna Torfowy Dr Tusz Białystok. (organizator Tarchoświry brak medali i pucharów za kolejne miejsca)
5 października 2019  w Biszczy koło Biłgoraja rozegrano IX edycję Mistrzostw Polski. Zwyciężyła drużyna OSP Kargów, przed BKP Rakovia Gepard i LKS Czarni Lwów. Królem Strzelców został Marcin Błażyński (BKP Rakovia Gepard), Najlepszym Bramkarzem został Damian Drozdowski (OSP Kargów). Puchar Fair Play otrzymała drużyna The Simpsons Sosnowiec. Najlepszym zawodnikem został Jarosław Spustek (BKP Rakovia Gepard)

## Bagienna Liga Mistrzów/ Swampions Soccer League
25 lipca 2015 r. w Czeremsze (powiat Hajnówka) została rozegrana I edycja Swampions Soccer Legue. W rozgrywkach wzięło udział 16 drużyn z Polski i Europy. Zwyciężył zespół Orzeł Niva/Kleszczele, przed BKP Rakovią Gepard Zawadka i LC Chełm.

## Polska na arenie międzynarodowej
W lipcu 2011 r. w Krasnobrodzie Polska zmierzyła się z reprezentacją Niemiec. Polacy wygrali 8:3 po pięciu golach Zbigniewa Masternaka i trzech trafieniach Tomasza Pakuły. W dniach 17-18 maja 2014 r. reprezentacja Polski w piłce błotnej debiutowała na nieoficjalnych Mistrzostwach Europy, rozgrywanych w Eksel (Belgia). Polacy wywalczyli wicemistrzostwo, przegrywając jedynie z Holandią. 29 sierpnia 2014 r. w Lubartowie Polska zmierzyła się z Białorusią, zwyciężając 10:2 (gole dla Polski: Zbigniew Masternak - 6, Marek Masternak - 2, Krzysztof Mroczek - 1, Michał Radelczuk - 1).
W czerwcu 2015 r. drużyna Torfowy DrTusz Białystok wygrała w Stambule Mistrzostwo Świata w Piłce Bagiennej, pokonując w finale zespół z Anglii.
W lipcu 2016 r. Polska rozegrała mecz towarzyski z Macedonią Północną wygrywając 2:0 (gole dla Polski: Mateusz Kawalec - 2)
W lipcu 2017 r. Polska rozegrała mecz towarzyski z Włochami padł bezbramkowy remis.
We wrześniu 2018 r. Polska rozegrała mecz towarzyski z Danią wygrywając 5:2 (gole dla Polski: Mateusz Kawalec - 3, Kamil Kawalec - 2).
W sierpniu 2019 r. Polska rozegrała mecz towarzyski z Czarnogórą wygrywając 4:1 (gole dla Polski: Mateusz Kawalec - 2, Daniel Spustek - 1, Kamil Kawalec - 1).